# Leuconotopicus borealis
Il picchio della coccarda (Leuconotopicus borealis (Vieillot, 1809)) è un uccello della famiglia Picidae.

## Descrizione

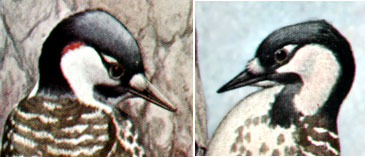
Dettaglio del capo

Ha all'incirca le stesse dimensioni del cardinale rosso: è lungo circa 20–23 cm, ha un'apertura alare di circa 36 cm e pesa circa 45 g. Il retro è segnato da strisce orizzontali bianche e nere.
Il picchio della coccarda è in particolare caratterizzato da capo e nuca di colore nero che circondano delle chiazze bianche sulle guance. Raramente allo scoperto, eccetto durante la stagione degli amori e durante il periodo di difesa del territorio, il maschio presenta una sottile striatura di colore rosso su entrambi i lati della “cuffia” nera, che viene chiamata “coccarda” (e questo spiega il suo nome).

## Biologia

### Riproduzione
I picchi della coccarda sono appartengono ad una specie territoriale, non migratoria, ed allevano la prole in modo cooperativo. Spesso la coppia digenitori rimane fissaper molti anni. La stagione della nidificazione dura da aprile a giugno. La femmina depone da tre a quattro uova per nidiata, mentre il maschio le cova. Entrambi covano le uova per 10-12 giorni. Una colta nati, i piccoli rimangono nel nido in media per 26 giorni. Fino alla piumata, i giovani rimangono spesso con i genitori, formando gruppi che possono comprendere anche più di nove membri, ma che tipicamente non ne accolgono più di tre o quattro. All'interno di ogni gruppoc'è solo una coppia di uccelli maturi, che in genere danno alla luce una nidiata all'anno. Gli altri membri del gruppo, detti aiutanti al nido, generalmente i maschi della nidiata precedente, collaborano ad incubare le uova e a crescere i piccoli. Le femmine invece lasciano di solito il gruppo prima della stagione dell'accoppiamento successivo, alla ricerca di gruppi di maschi solitari.

### Alimentazione
Si nutre principalmente di formiche, coleotteri, bruchi, blattodei, insetti del legno, ragni ed occasionalmente anche di frutta e bacche.

## Distribuzione e habitat
Storicamente, L'areale di questo picchio si estendeva nel Sud-Est degli Stati Uniti dalla Florida al New Jersey ed al Maryland, fino a Texas ed Oklahoma ad Est e ad Ovest, e fino a Missouri, Kentucky, e Tennessee verso l'interno. Oggi invece si stima che ci siano 5000 gruppi, per un totale di circa 12500 Picchi della coccarda dalla Florida alla Virginia ed in Oklahoma e Texas; questo numero rappresenta circa l'1% della popolazione originale. Sono estinti in New Jersey, Maryland, e Missouri.
Una mappa precisa si può trovare nei link esterni; presso quel link si può ottenere la mappa nei singoli stati. In Texas, il Picchio della coccarda può essere osservato presso le foreste W.G. Jones State Forest e Sam Houston National Forest. (vedi collegamenti)

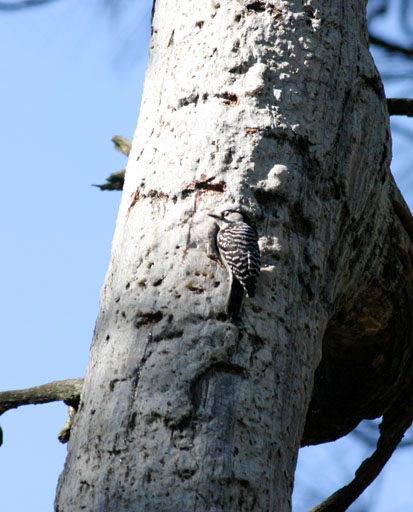
Maschio al nido su un “Pinus palustris”

Questa specie di picchio costruisce la sua casa nelle foreste di pini. Predilige in particolare il Pinus palustris, ma la scelta non è esclusiva. Mentre altri picchi scavano il nido in cavità di alberi morti dove la corteccia è marcia e soffice, il Picchio della coccarda è l'unico che scava solo cavità in alberi di pino vivi. I pini antichi favoriti dalla specie soffrono spesso a causa di un fungo chiamato “red heart rot”, che intacca la parte centrale del tronco, rendendola più morbida. Un nido richiede comunque da uno a tre anni per essere scavato.
Un agglomerato di alberi adatti allo scopo prende il nome di “cluster” (grappolo o mazzo) e può includere da 1 a 20 o più alberi con cavità su una superficie compresa tra i 3 ed i 60 acri (da 12 000 a 240 000 m²). La superficie media di un cluster è di 10 acri (40 000 m²). Gli alberi di questo tipo hanno numerosi pozzi di resina, che trasudano linfa. Gli uccelli lasciano che la linfa fluisca apparentemente come difesa nei confronti dei serpenti Colubridae e di altri possibili predatori. Le dimensioni tipiche di un territorio assegnato ad un gruppo varia generalmente tra i 125 ed i 200 acri (da 500 000 a 800 000 m²), ma osservatori hanno registrato anche territori da un minimo di 60 acri (240 000 m²), fino ad un massimo di 600 acri (2.40 km²). La dimensione dei territori può variare in base alla bontà dell'habitat ed alla densità di popolazione.
Questa specie gioca un ruolo essenziale nell'intricata rete della vita delle foreste di pini del Sud degli USA. Un buon numero di altri uccelli e mammiferi utilizza come tana o nido le cavità scavate ed abbandonate dai Picchi della coccarda, come cince, sialia ed altre specie di picchio come il Picoides pubescens, il Picoides villosus, ed il Melanerpes carolinus. Picchi di dimensioni più grandi possono allargare le cavità originariamente scavate dai Picchi della coccarda tanto che successivamente vengono abitate anche da animali più grossi, quali ad esempio il gufo “Megascops asio”, l'anatra sposa, e addirittura il procione. Le cavità sono usate anche da Pteromyini, e molte specie di rettili ed insetti (ad esempio api e vespe).
Per aumentare la popolazione di Picchi della coccarda, stati come il Texas, la Louisiana e la Georgia, stanno preparando attraverso i loro enti di difesa ambientale cavità artificiali nei pinus palustris. Gli addetti lo fanno in due modi. Il metodo più recente e rispettoso della natura consiste nello scolpire una cavità ed inserire un nido artificiale. Il secondo metodo, più vecchio ed oggi meno usato, consiste nel trapanare l'albero e aspettare che il picchio stesso vi costruisca il nido.

## Conservazione
L'attenzione degli esperti di conservazione era puntata sul picchio della coccarda già prima dell'Endangered Species Act del 1970.
Vista l'importanza fondamentale dell'habitat di nidificazione nel processo di riproduzione, molti sforzi sono stati dedicati alla creazione di siti di nidificazione ideali in grande numero.
Gli agglomerati di alberi adatti alla nidificazione sono risparmiati dal taglio forestale, per preservare gli alberi a largo diametro, che impiegano molti anni a crescere. I siti stessi sono stati resi più attraenti. Incendi controllati sono stati usati per ridurre la crescita di piante decidue nei dintorni dei siti. I picchi della coccarda preferiscono infatti zone a crescita decidua ridotta. Naturalmente, le fiamme sono controllate con estrema attenzione per via dell'alta infiammabilità delle barriere di resina accumulate dai picchi.
Nel tentativo di incrementare la popolazione di questi picchi, i dipartimenti di gestione della fauna selvatica degli Stati di Texas, Louisiana e Georgia stanno creando cavità artificiali nelle piante di Pinus palustris. Vi sono due tecniche principali a questo scopo. La prima, più diffusa e recente, prevede la scolpitura della cavità nel legno e l'inserimento di un nido artificiale. La seconda, più vecchia ed in disuso, prevede la trapanatura del legno e la speranza che gli uccelli vi nidifichino.
Il processo naturale di creazione della cavità è energicamente dispendioso e ciò comporta il fatto che i picchi della coccarda siano più interessati alla competizione per cavità già esistenti piuttosto che dediti alla costruzione di nuove. Per questo possono abitare i nidi artificiali e ricolonizzare zone precedentemente abbandonate.
Oltre a creare nuove cavità, gli operatori ambientali si dedicano anche a proteggere quelle esistenti. Il metodo più comune per farlo è il ricorso a placche metalliche che impediscono ad altre specie di allargare o modificare la forma dell'ingresso del nido. Queste strozzature metalliche vanno monitorate attentamente, per assicurare di non creare impedimenti al picchio e per adattarle alla crescita degli alberi.